# 홋카이도 경찰

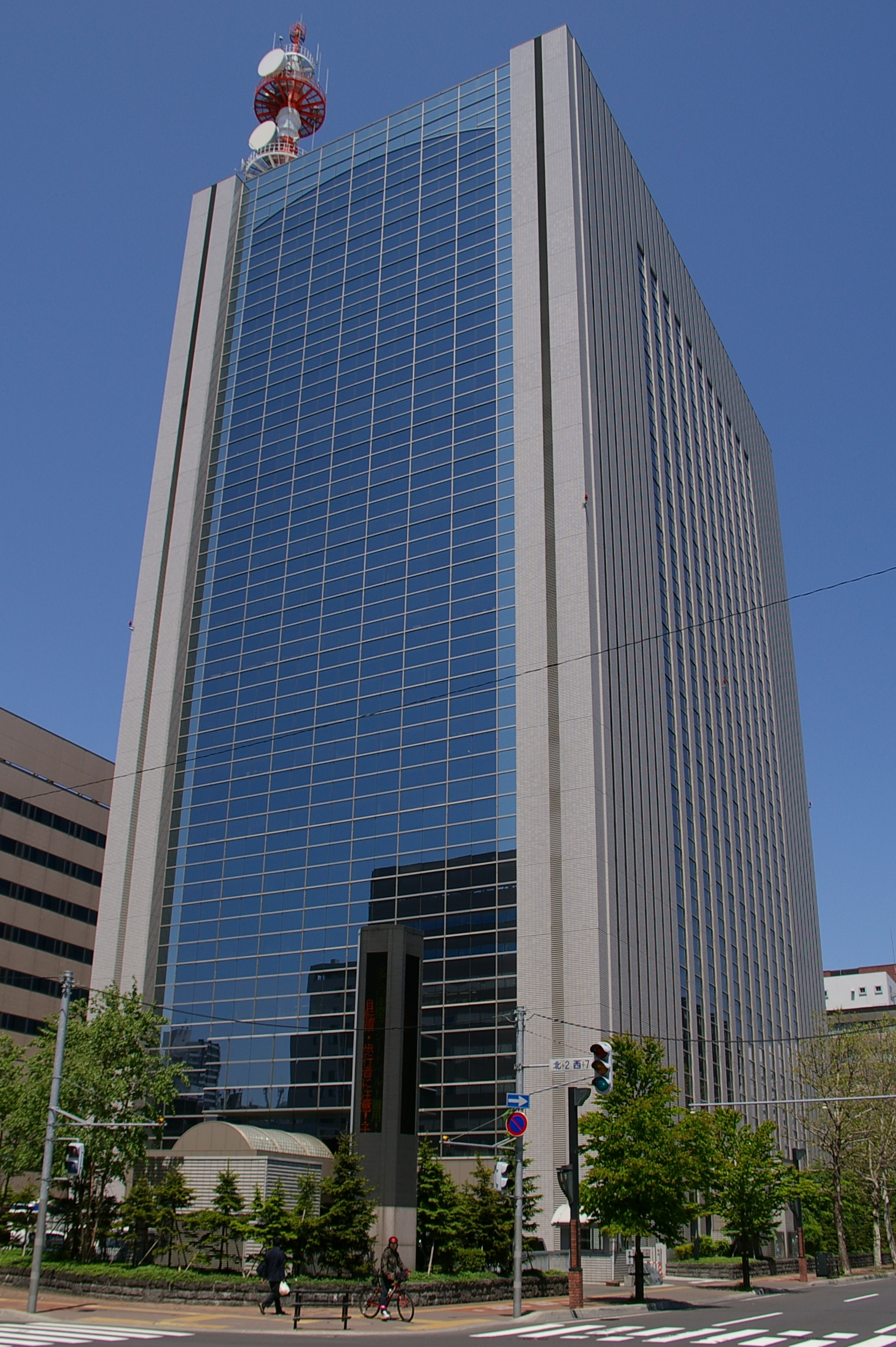

홋카이도 경찰(일본어: 北海道警察, Hokkaido Prefectural Police)은 홋카이도를 관할하는 경찰이다. 도경(道警)이라고도 하며, 홋카이도 공안 위원회의 관리를 받는다. 그러나 급여 지불 권자는 홋카이도 지사이다. 본부는 삿포로시 주오구에 위치하고 있다.

## 특징
- 홋카이도 경찰은 경시청과 함께 경찰청의 직접 감독에 놓인다.
- 홋카이도는 광대한 면적을 가지고 있기 때문에 도경은 삿포로, 하코다테, 아사히카와, 구시로, 기타미 등 총 5개의 방면으로 나누어 관할한다. 삿포로 방면은 홋카이도 경찰 본부가 직접 관할하지만, 그 외의 지역에는 도경 하부 조직으로 '방면 본부'가 설치되어 관할되고 있다.